# Seattle Sounders (beach soccer)

BSC Sounders FC é uma equipe de futebol de areia dos estados unidos no beach soccer. Foi a única equipe da américa do norte á participar do Mundialito de Clubes (que é considerado o Mundial de Clubes da FIFA na versão de areia).

## História
O Sounders FC será o único representante dos EUA no campo, juntando-se a três clubes brasileiros (Corinthians, Flamengo e Vasco da Gama), FC Barcelona, Milan, Boca Juniors, Sporting de Portugal e Lokimotiv Moscow, da Rússia.